# Bernard Looney
Bernard Looney, född 1970 i County Kerry, är en irländsk företagsledare som var VD för det brittiska petroleumbolaget BP plc från den 5 februari 2020 när han efterträdde amerikanen Bob Dudley på positionen. Han avgick som VD den 12 september 2023.
Looney har arbetat för BP hela sin yrkeskarriär, där han började 1991 som borringenjör. Han har arbetat i ledande befattningar i bland annat Nordsjön, Vietnam och Mexikanska golfen fram till 2006 när han blev en del av den globala koncernledningen. 2010 blev han dock förflyttad återigen till Mexikanska golfen för att vara med och reda ut det stora oljeutsläppet 2010. 2016 blev han utsedd till högste ansvarige för BP:s globala uppströmsindustri.
Looney avlade en kandidatexamen i elektroteknik vid University College Dublin och en master i ledarskap vid Stanford Graduate School of Business.